# Keytar
En keytar (eller et gui-board) er et keyboard eller synthesizer som bæres rundt nakken, ligesom en guitar. Ordet “keytar” er en blanding af “keyboard” og “guitar”. En keytar giver – modsat et almindelig keyboard som skal placeres på et stativ – den udøvende musiker stor bevægelsesfrihed på scenen, idet instrumentet kan bæres over nakken.
Nephews forsanger, Simon Kvamm benytter blandt andet dette instrument.